# Wagen von Wagensperg

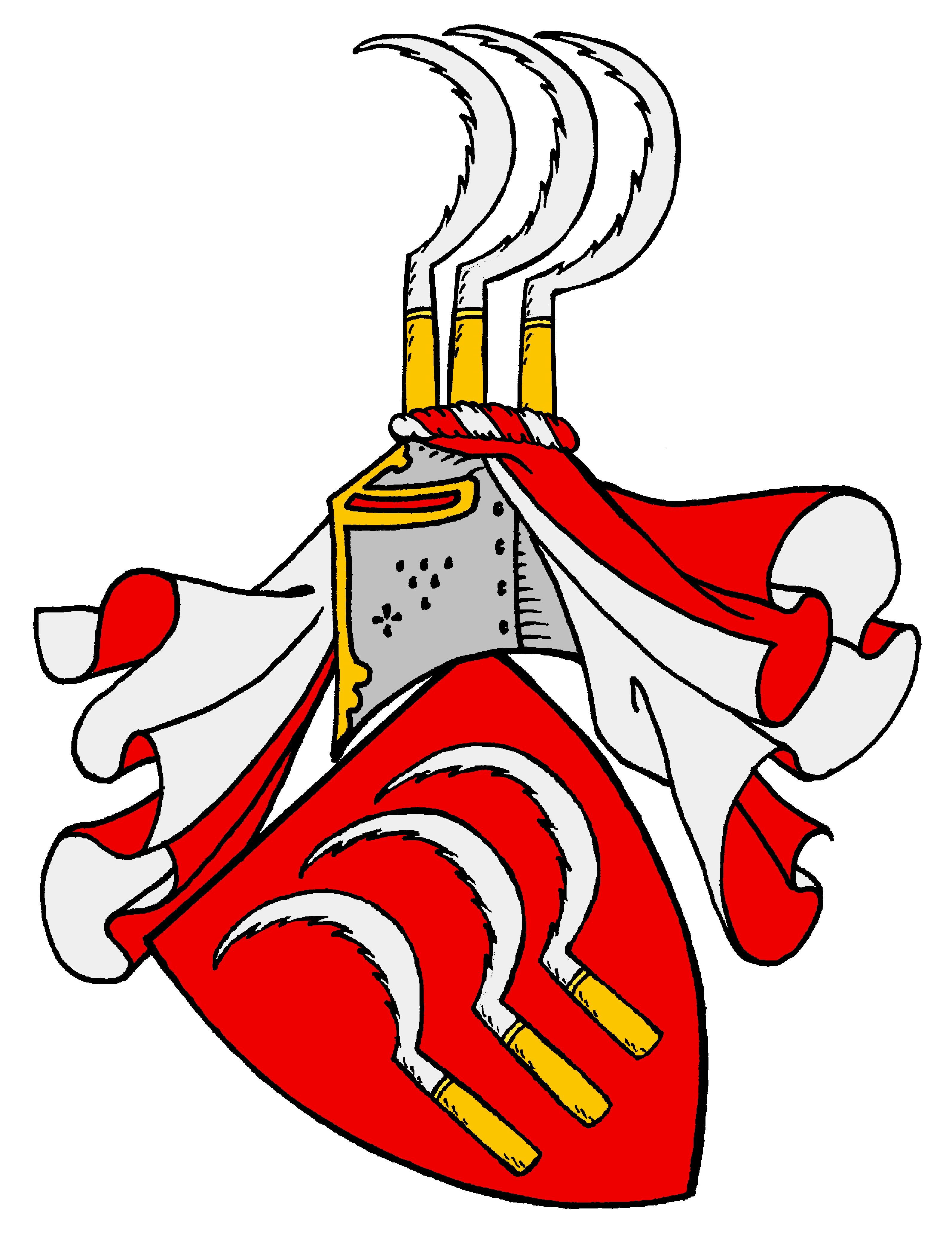
Stammwappen der Wagen von Wagensperg

Wagen von Wagensperg ist der Name eines sehr alten Adelsgeschlechts. Als erste des Geschlechts im Herzogtum Kärnten tauchten urkundlich 1394 Christoph und 1426 Balthasar Wagen auf. Eine ununterbrochene Stammreihe begann mit Balthasar Wagen (urkundlich) 1462–1471. Die Wagens waren Ritter, Geistliche, kaiserliche Räte und zeichneten sich in kriegerischen Auseinandersetzungen mehrfach aus. Einige waren glühende Anhänger des Protestantismus. Mehrere von ihnen waren auf unterschiedlichsten Universitäten jener Zeit zu finden. Das Prädikat Wagensperg stammt von der in Krain, damals ein Teil von Kärnten, unweit von Litija (einst Littai) an der Save (slow. Sava) gelegenen Burg Wagensberg, slowenisch grad Bogenšperk.

## Geschichte

### Ursprung
Kneschke und Schumi behaupten, die Wagen seien Nachkommen eines Ministerialengeschlechts Vagn, auch Vagen, aus der Gegend von Rosenheim in Oberbayern. Ein Berthold Vagen soll in einer Urkunde von 1190 des Bischofs von Freising, einem Ottonen, vorkommen. In Urkunden des Bistums Freising aus den Jahren 1230–1252 wird häufig ein Heinrich de Vagn, de Vagen, auch Vagenarius erwähnt, ein Freisinger Ministeriale aus der Gegend von Miesbach in Bayern. In einem Verzeichnis des Freisinger Bischofs Konrad III. erscheine gar ein Ulricus de Wagensperch.
Vermutlich kamen die Wagen Mitte des 15. Jahrhunderts aus Kärnten bzw. der Südsteiermark nach Krain. Der erste urkundlich nachweisbare Wagen in Krain war Balthasar Wagen. Er erscheint in einem von Kaiser Friedrich III. am 12. Januar 1463 herausgegebenen Privileg. Dort wird er unter den Krainer Rittern aufgeführt, die ein Jahr zuvor dem Kaiser nach Wien zu Hilfe eilten, wo er von Herzog Albrecht eingeschlossen und belagert wurde. Als Dank dafür besserte der Kaiser das Wappen von Krain.

### Besitz
Neben dem Besitz in Krain waren die Wagensperg auch in Kärnten und in der Südsteiermark begütert.
Im Jahre 1466 bekamen Balthasar und sein Bruder Andree vom Kaiser die Herrschaft Grafenwarth / Kostel an der Kolpa als Pfand gegen Zahlung von 700 ungarischen Dukaten. Balthasar war damals kaiserlicher Vogt auf Hasberg (slow. Planina pri Rakeku) und Steinberg bei Zirknitz (slow. Šteberk pri Cerknici).
Bei der Erbteilung im Jahre 1471 erhielt Andree alle Güter in der Südsteiermark. Balthasar, der mit Veronika, der Tochter und Alleinerbin des Balthasar v. Liechtenberg verheiratet war – die Liechtenberg waren eine alteingesessene Familie in Krain –, blieb dagegen dort.
Herrschaften in Krain, die zeitweise Besitz der Wagensperg waren – (nach Majda Smole)ː
- Gschieß - Selo pri Šmartnem
- Hagenegkh (keine slow. Bezeichnung bekannt)
- Landstraß - Kostanjevica na Krki
- Liechtenberg – Lihtenberk pri Bogenšperku
- Littei - Litija
- Podwein - Podvin
- Poganik - Poganek
- Ponowitsch - Ponoviče
- Regwergschüß (keine slow, Bezeichnung bekannt)
- Schwarzenbach - Črni potok
- Wagensperg - Bogenšperk

### Genealogie (unvollständig)
Jobst Wagen, * / †, erscheint 1412 in Registern von Gurk in Kärnten. ⚭ mit Kunigunde v. Globasnitz, T.d. Konrad v. G., Verwalter des Gurker Amtes in Weitenstein / Vitanje. Um 1442 lebte sie noch und ihre Enkel.
Sohn:
Friedrich, † vor 1442
Kinder (des Friedrich, soweit bekannt):
1. Balthasar I. Wagen, * / † um 1487 oder davor, Ritter, urk. 1462/63. Er war unter den Rittern, die 1462 Kaiser Friedrich III. nach Wien zu Hilfe kamen. 1466 erhielt er mit seinem Bruder Andree vom Kaiser die Herrschaft Grafenwarth (Kostel) in der Dürrenmark (Krain) als Pfand gegen 700 ungarische Dukaten. 1465/1477 kaiserlicher Vogt auf Hasberg / Hosberg bei Alben / Planina und auf Schneeberg (slow. Snežnik), ⚭ um 1470 Veronika von Liechtenberg, Erbtochter des Balthasar v. L.
Kinder (des Balthasar, soweit bekannt):
1) Berthold, * / † 1477,
2) Erasm, * / † Wagensperg (?) 16. März 1522, (er folgt)
2. Andree, * / †; 1474–1490 war er Verwalter der Salinen in Aussee. Sein wirtschaftlicher Schwerpunkt lag in der Südsteiermark (Weitenstein - Vitanje, - Jamnik, Schönstein - Šoštanj). Vermutlich keine Nachkommen, denn seine Güter in der Südsteiermark erbte sein Großneffe Hans Wagen († 1553).
3. Wilhelm, † vor 1471
Erasm, * / † Wagensperg (?) 16. März 1522, begraben in der Kirche zu St. Martin bei Littei (slow. Šmartno pri Litiji), wo noch eine Grabplatte zu sehen ist mit der Inschrift: HIE LEIT BEGRABEN / DER EDEL VND VEST ERASEM DER GESTORBEN / IST IM M CCCC XX II DES 15. TAG MERZ. Er soll auch der Erbauer der Burg Wagensperg gewesen sein (1522).
⚭ Agnes v. Apfaltrer, T. d. NN Apfaltrer.
Kinder (des Erasm, soweit bekannt)
1. Hans, * / † 15. April 1553, sein Grabstein ist zu finden in der Kirche MB zu Wöllan / Velenje mit der Inschrift:
HIE LIGT BEGRABEN DER/R EDL VND FEST HER HANS WAGEN ZV WAGENSPERG / DER GESTARBEN IST DEN 15/ TAG APRILIS IN 1553 / IAR DEM GOT GNADIG / VND BARMHERZIG / SEIN WEL AMEN.
Um 1544 nennt er sich Hans Wagen zu Wagensperg. Er war der Begründer der steierischen Linie der Wagen. ⚭ Helene v. Petschacher, T.d. Felizian v. P. u.d. Magdalena v. d. Dörr .
Kinder (des Hans, soweit bekannt)
1) Balthasar II., */†, ⚭ Katharina Schratt zu Kindberg, (aus dieser Verbindung stammten mindestens 8 Söhne), T.d. Siegmund v. Sch. u. d. Juliana v. Lamberg ,
Kinder (des Balthasar II. soweit bekannt)
(1) Hans Sigismund, er bekleidete hohe Ämter, 1602 Erhebung in den Freiherrenstand, 1621 Ernennung zum Oberlandmarschall von Kärnten, 1625 Grafenstand. Der letzte dieses Grafengeschlechts starb am 8. Januar 1924 auf Schloss Seltenheim bei Klagenfurt.
(2) Juliana, ⚭ Erasm v. Dietrichstein, S.d. Siegfried v. D. u.d. Ursula v. Siegersdorf,
2) NN
3) NN
4) NN
2. Christoph I. * / † um 1586, ⚭ Veronika v. Gall zum St. Georgenberg, T.d. NN Gall, aus dieser Verbindung sollen 12 Söhne und 8 Töchter hervorgegangen sein. Aus einem Visitationsbericht von 1585 soll ersichtlich sein, dass er ein glühender Lutheraner war. 1569 kaufte er vom Neffen Balthasar von Wagen dessen Hälfte der Herrschaft Wagensperg, dadurch war er Alleinbesitzer der Herrschaft. Erben waren seine Söhne zu gleichen Teilen.
Kinder (des Christoph I., soweit bekannt)
1) Konstantin, */ † Mitte 1595; er führt den Titel „Wagen von Wagensperg zu Podwein“. ⚭ 29. November 1587 Sibylle Sauer zum Kosiek
Kinder (des Konstantin, soweit bekannt)
(1) Hans Daniel, * / † vor 23. Juni 1649; 1621 Erhebung in den Freiherrenstand;
Kinder (des Hans Daniel, soweit bekannt)
a. Sigismund Ehrenreich, * / † 1685; er führt den Titel „Wagen von Wagensperg zu Podwein und Sagoritz“, ⚭ Justina Eleonora von Bucelleni, T.d. NN v. B.;
Kinder (des Sigismund E., soweit bekannt)
a) Hans Andreas, * / † 1718 (nach anderen 1707) erscheint er als Besitzer von Podwein, das er 1723 dem Hans Daniel Freiherrn v. Gallenfels verkaufte. Im Namen von dessen minderjährigen Erben verkaufte Johann Baptist Weinizer 1721 die Herrschaft an Johann Daniel Freiherren von Gallenfels.
2) Georg, * / † Augustinerkloster zu Laibach, Juni 1630; 1581 Student in Rostock, 1582 in Wittenberg; 1591 wieder in Krain, verkaufte er zwei bogenspergische Höfe an die Brüder Lanthieri. 1586 bzw. 1593 erhielt er den gleichen Erbanteil wie seine anderen Brüder. 1610 erbte er von seinem Bruder Konstantin mehrere Höfe. 1621 Erhebung in den Freiherrenstand. In diesem Jahr erbte er den gesamten Besitz seines Bruders Christoph II., wurde Alleinbesitzer von Wagensperg. Er verließ Krain wieder für längere Zeit. 1623 erhielt er das Kärntner Inkolat. Im gleichen Jahr fielen alle Güter seines verstorbenen Bruders Adam an ihn. 1627 wieder in Krain, wo er bald darauf Terziar im Augustinerkloster in Laibach wurde. Er setzte den Orden auch als Erben ein, dies sogar mit päpstlicher Genehmigung. Doch wegen seiner hohen Schulden fiel alles an seinen Gläubiger, den Bürgermeister von Laibach und Apotheker Horatius Carminelli. Die Augustiner schickten daraufhin die Rechnung für Georgs Beisetzung an dessen Neffen Hans Daniel von Wagensperg.
3) Franz, * / † vor 1619, er führt den Titel „Wagen von Wagensperg zu Poganik“; Er kaufte Littei (Litija) im Jahre 1583 von den minderjährigen Erben des Sigmund v. Gallenberg, die Mündel des Georg v. Rain und Hans v. Gallenberg. Am 20. April 1587 tauschte er Littei mit Georg Balthasar v. Wernegkh gegen Poganik. ⚭ Ottilie Nikolich, T.d. NN. Nikolich; 1631 verkaufte sie den gesamten Besitz an Michael Friedrich Hüller.
Sohn des Franz
(1) Erasm, * / gefallen 1605? in der Schlacht bei Sissek / Sisak, getroffen von einer türkischen Kugel.
4) Christoph II. * / † um 1621; aus entsprechendem Schriftverkehr mit der krainischen Lehenskommisson geht hervor, dass er schließlich allein auf Wagensperg wohnte, und dass die Aufenthaltsorte seiner Brüder unbekannt waren. 1606 kaufte er von Ehrenreich Peltzhofer die Herrschaft Schwarzenbach / Črni potok, das er jedoch 1612 wieder veräußerte. Um 1613 besaß er mit seinem Bruder Georg die Herrschaft Wagensperg.
5) Adam, * / † 1619–1627; seinen Erbteil scheint er verkauft zu haben. Aus seinem erhalten gebliebenen Tagebuch aus den Jahren 1591–1592, ist ersichtlich, dass er 1591 in Jena studierte und sich 1592 in Leipzig, Prag und im Herbst in Padua aufhielt. In den Jahren 1606–1609 wohnte er bei seinem Bruder auf Poganik. 1614 kaufte er von den Erben des Wilhelm Praunsperger aus Laibach die Herrschaft Ponowitsch. Er starb ohne Nachkommen.
6) Tochter NN, * / †; ⚭ Ehrenreich (?) Peltzhofer

## Wichtige Namensträger

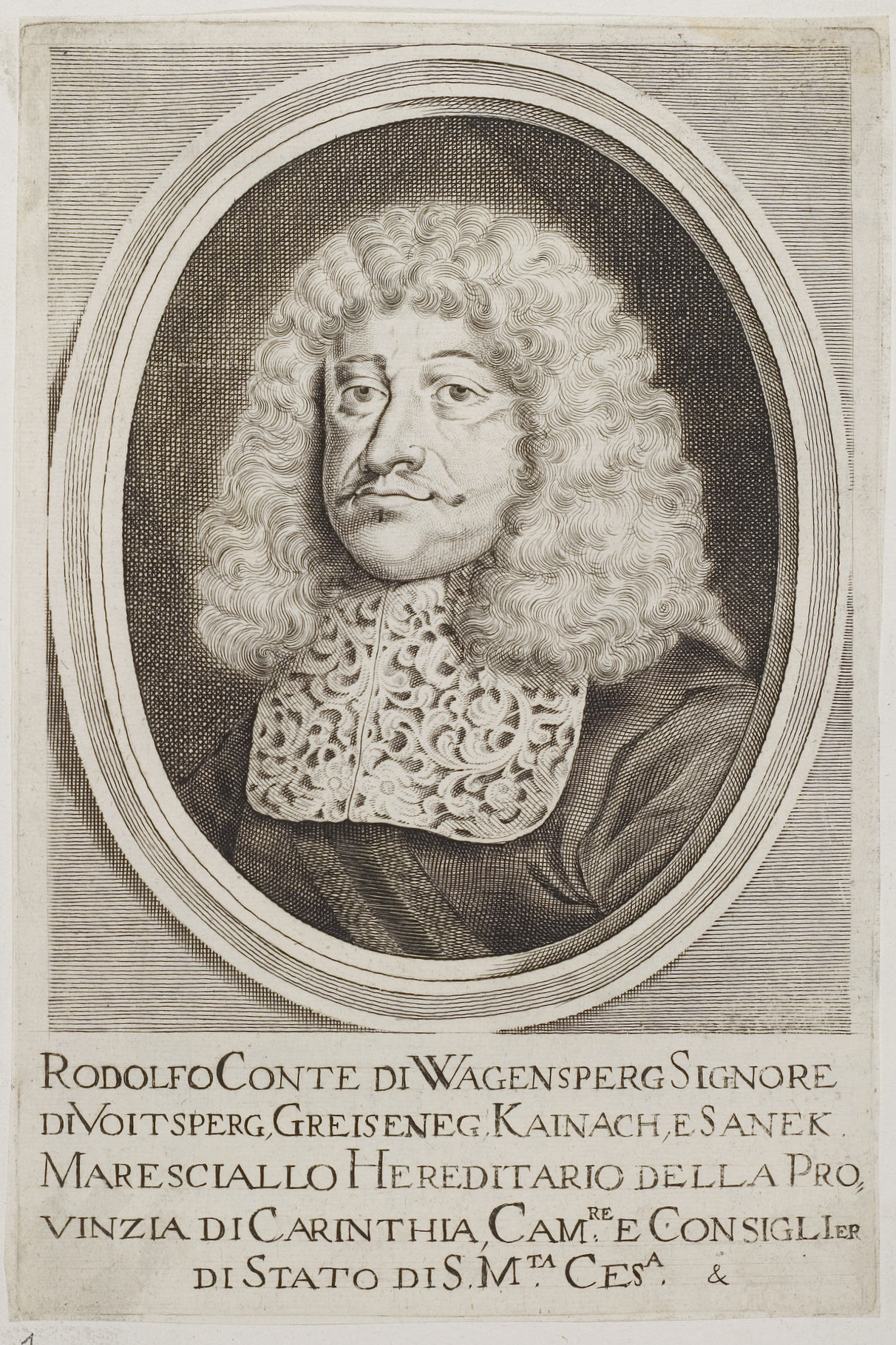
Rudolf Wagen Graf von Wagensperg († 1679)

- Franz Anton Adolph von Wagensperg (* 1675; † 1723), 1702–1712 Fürstbischof von Seckau und 1712–1723 Fürstbischof von Chiemsee
- Rudolf Wagen Graf von Wagensperg, Herr auf Sonegg (Saneck), Voitsberg, Kainach und Greisseneck († 1679), Obrister Erbland-Marschall und Erbschenk in Kärnten, Kaiserlicher Geheimer Rat
- Adolph Wagen von Wagensperg (* 1724; † 1773), kaiserlicher wirklicher geheimer Rath
- Johann Siegmund Wagen von Wagensperg (* 1574; † 1640), Freiherrnstand 1602
- Siegmund Rudolph Wagen von Wagensperg (1674; † 1734), Landesverweser in Steiermark

## Nobilitierungen

### Freiherrenstand
- 1559[2]
- 1602 für Hans Sigismund Wagen. Seither führten das Geschlecht den Namen Wagen von Wagensperg.
- 1619 für seine Brüder
- 1621 für die Brüder Georg und Hans Daniel Wagen
- 1622 zusätzlich Prädikat Herr von Sonegg[2]

### Grafenstand
- 1625 für Hans Sigmund, mit Prädikat Herr auf Sonegg, Voitsberg und Greisseneck[2]
- 1659[2]

### Sonstige
1619 Ernennung zum Obristen Erbland-Marschall von Kärnten.
In der Ständischen Adelsmatrikel von Krain wird das Geschlecht noch unter dem Namen Wagen geführt.

## Wappen

### Stammwappen
Blasonierung: Das Stammwappen zeigt den Schild in Rot mit drei nebeneinander stehenden rechtsgekehrten silbernen Sicheln mit goldenen Stielen; auf dem Helm mit rot-silbernen Decken die drei Sicheln.

### Allianzwappen
Blasonierung: Das Allianzwappen der Wagen mit deren von Liechtenberg (Wappenbrief 1463) zeigt vorne das Stammwappen, hinten in silbernem Feld ein roter gekrönter und goldbewehrter Adler auf grünem Dreiberg.

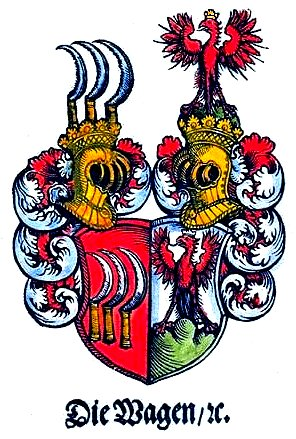
Allianzwappen der Ritter von Wagen und Liechtenberg, nach Zacharias Bartsch (1567)

### Grafenwappen
Blasonierung des Grafenwappens: Schild der Länge nach geteilt; rechts in Rot drei nebeneinander stehende, mit den gezackten Schärfen rechtsgewendete, mit goldenen Griffen versehene Sicheln (Wagen); links in Silber, ein roter, goldgekrönter Adler (Liechtenberg). Über der Grafenkrone stehen zwei gekrönte Helme, von denen der rechte die drei Sicheln der rechten Schildhälfte, der linke den Adler der linken Schildeshälfte trägt. Die Helmdecken sind rot und silbern. Das ist die Wiedergabe des Wappenbuches der österreichischen Monarchie (VIII, 37), doch gibt es noch weitere, unterschiedliche Ausführungen.
Der römisch-deutsche König und spätere Kaiser Ferdinand I. verlieh 1546 den Brüdern Hans und Christoph wegen ihrer Tapferkeit im Kampf gegen die Türken und weil Hans in seinen jungen Jahren Page auf dem Hof seiner Gemahlin Anna war sowie später das Amt des Silberkämmerers bekleidete, auch das Wappen der Liechtenberg, nachdem mit Franz v. Liechtenberg das Geschlecht erloschen war.

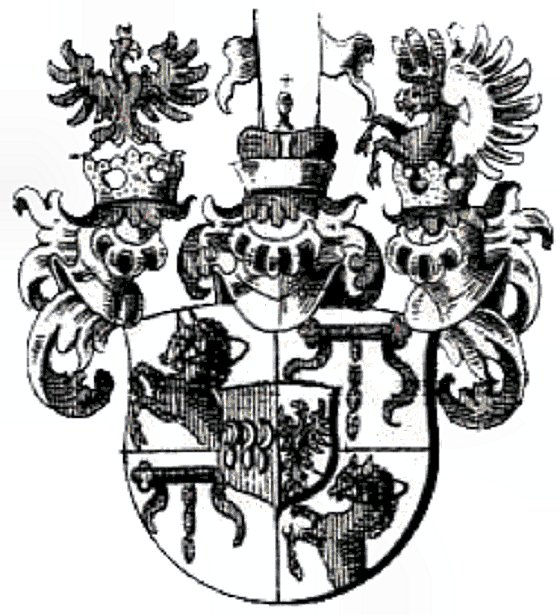
Wappen der Grafen Wagen von Wagensperg 1
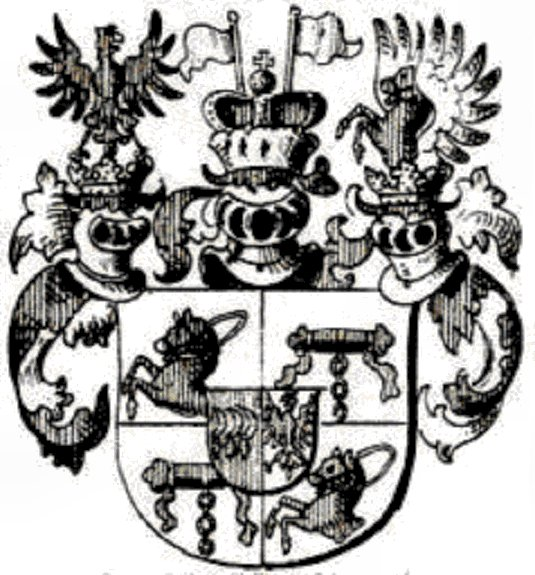
Wappen der Grafen Wagen von Wagensperg 2
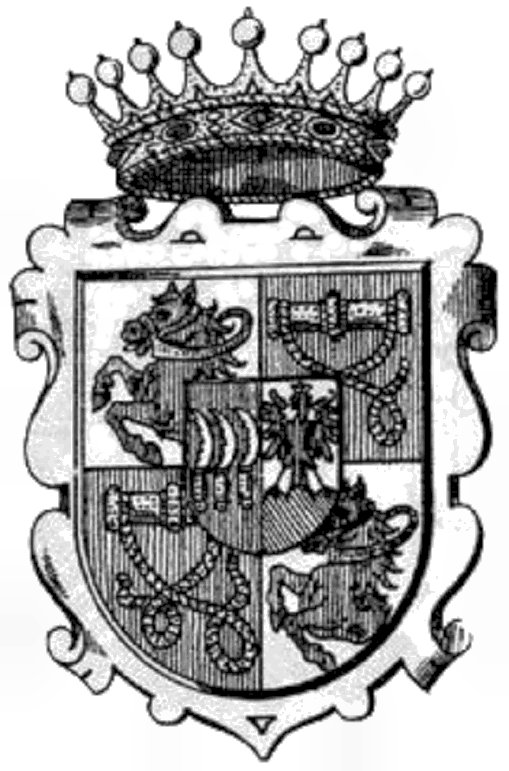
Wappen der Grafen Wagen von Wagensperg 3
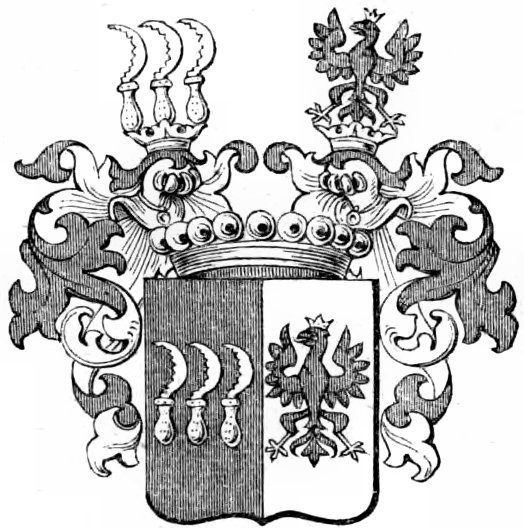
Wappen der Grafen Wagen von Wagensperg 4